# Autarijati
Autarijati (grčki: Αὐταριάται) su bili lirsko pleme koje je doživjelo svoj uspon između 6. i 4. stoljeća pr. Kr. Pleme je keltizirano u 4. st. pr. Kr.   O njihovom prisustvu u zapadnim i centralnim dijelovima Balkana postoje mnogi povijesni podaci, filološki nalazi i veliki broj tragova materijalne prirode. Istraživanja o Autarijatima i glasinačkoj kulturi (Glasinac, visoravan u općini Sokolac) iz starijeg željeznog doba započela su krajem 19. stoljeća. Krajem 20. stoljeća značajno je porastao interes za ovu temu, ali usprkos intenzivnom istraživanju, sveobuhvatna studija o Autarijatima još uvijek nije izrađena.

## Podrijetlo
Prema antičkom mitu, po Apijanu, sin Ilirija – Autarij je osnivač plemena Autarijata.
Podrijetlo Autarijata se može pratiti unazad kroz historiju sve do proto-Ilirskih stanovnika koji su u brončano doba naseljavali područja u jugoistočnoj Bosni i gornjem Podrinju. Seobe naroda kulture žarnih polja su značajno izmijenile etničku i kulturnu strukturu Podunavlja, ali njihove seobe nisu u značajnoj mjeri utjecale na područje glasinačke kulture u kasnom brončanom dobu. Stabilizacija koja je uslijedila nakon seoba pokrenula je brzi etnički, kulturni i politički razvoj zajednice Autarijata. Kao posljedica toga, njihova društvena i politička struktura postala je složenija; plemenska organizacija je prerasla u principate-kneževine s utvrđenim teritorijama oko 8. stoljeća pr. Kr. U tumulima napravljenim između 7. i 6. stoljeća pronađeni su veoma bogati "kneževski grobovi" u kojima su sahranjivani pripadnici mjesnih dinastijaGlasinački nalazi..

## Povijest
Zbog brojnih vanjskih političkih i ekonomskih faktora, zajednice Autarijata su se u kasnom 6. stoljeću pr. Kr. ujedinile u jedno političko biće oko rijeka Lim, Tara i Piva te planina Povlen i Maljen do Peštera. Nakon ujedinjenja, Autarijati se počinju širiti; pretežno na istok, te su u 5. stoljeću pr. Kr. prodrli su dublje u teritoriju današnje Srbije. Prije pohoda na Perziju, Aleksandar Makedonski je u cilju učvršćivanja sjevernih granica carstva pokorio ilirsko pleme Tribali, a Autarijati su iskoristili priliku i proširili se i na teritorije oslabljenih Tribala. Osim toga, proširili su se i na jug gdje su nadvladali Ardijejce, njihove stare suparnike s kojima su se dugo vremena borili za kontrolu nad pašnjacima i slanim izvorima. Povjesničar i arheolog John J. Wilkes navodi da se jedan od slanih izvora oko koga su se ova dva ilirska plemena sukubljavala nalazio u blizini Orahovice, mjesta u gornjem toku rijeke Neretve, kod Konjica.
Djelovanje Autarijata na prijelazu iz 6. u 5. stoljeće pr. Kr. ostavilo je dubok utjecaj na susjede koje su bili pogođeni njihovom ekspanzijom. Ardijejci su se pomjerili k obalama Jadranskog mora, a Tribali dalje na istok. Ekspanzija Autarijata omogućila im je uspostavljanja hegemonističke kontrole nad datim dijelom balkanskog poluotoka.
Vladajuća klasa dostigla je vrhunac svog političkog i ekonomskog razvoja u 5. St. pr. Kr., što se može zaključiti iz velikog broja bogatih kraljevskih tumula i grobova iz tog vremena. Grčki povjesničar, geograf i filozof Strabon (oko 64. pr. Kr.-24. god.) napisao je o Autarijatima da su "nekada bili najveći i najjači među Ilirima", vjerojatno misleći na navedeni period. Nakon dostizanja ovog vrhunca kod Autarijata počinje razdoblje postupnog opadanja koje završava oko 310. pr. Kr. njihovim iznenadnim nestankom, i to prije rimskih osvajanja, a vjerojatno zbog migracija Kelta.
Smatra se da su se Autarijati spojili s keltskim plemenom Skordiscima u dolini donjeg toka rijeke Morave (Srbija) nakon 313. pr. Kr. Na to navode nalazi grobnica obaju naroda u istim grobljima, kao npr. Pećine, u blizini Kostolca gdje je pronađeno 9 starijih grobova Autarijata iz 4. st. pr. Kr. i oko njih brojni raštrkani grobovi i Autarijata i Kelta. Dakle, Nine ove dvije nisu ratovale, već su se pomiješale čime je područje donje Morave postalo mjestom keltsko-ilirsko-tračanske interakcije.

### Antički povjesničari o Autarijatima
Povjesničar Apijan (oko 95. – 165. godine pr. Kr.) navodi grčku legendu da su Iliri dobili ime po mitskom Ilirijonu koji je imao sinove Enheleja, Autarija, Dardana, Meda, Taulanta i Pereba, a kćerke Partu, Daortu, Dasaru i druge, i svi oni su bili rodonačelnici plemena; redom: Enhilejaca, Autarijata, Dardanaca, Meda, Taulanata, Pereba, Partina, Daorsa i Desareta. Autarijej je imao sina Panonija ili Pajona, a Pajon sinove Skordiska i Tribala i po njima su dobili svoja imena Skordisci i Tribali.
Pseudo-Skilak (Skilaks iz Karijande, grčki istraživač iz 4. st. pr. Kr.) smješta Autarijate sjeverno od "velikog jezera", moguće Skadarskog jezera (ili možda Hutovog blata). Strabon navodi da ih je bilo i u donjem Pomoravlju.
Teopomp (grčki povjesničar, oko 38.0-300. pr. Kr.) zabilježio je priču koja govori o tome kako su Kelti, jer nisu mogli nadjačati Autarijate, pribjegli lukavstvu; znajući da im je neprijatelj sklon piću, priredili su gozbu i potrudili se da Autarijati saznaju za nju. Autarijati su napali, a Kelti se odmah povukli pa su Autarijati navalili na hranu i piće i toliko se opili da su ih Kelti lako savladali.
Diodor (grčki povjesničar iz 1. stoljeća) kaže da ih je grčki vladar Kasandar (vladao Makedonijom od 305. – 297. Pr. Kr.) raselio oko planina Orbela (Belasica). Nedugo zatim tu su ih asimilirali Dardanci.

## Kulturna i ostavština
Jedan od običaja koji su Autarijati prakticirali bilo je ubijanje slabih i ranjenih članova njihove zajednice. Ovim su vjerojatno pokušali spriječiti da njihovi nejaki pripadnici padnu u ruke neprijateljskih plemena i da tamo budu mučeni. Naime, J.J. Wilkes navodi da su Autarijati koristili lubanje neprijatelja kao vrčeve za piće a neprijateljske zarobljenike sakatili i zato nisu željeli da slična ili ista sudbina zadesi i njihove pripadnike.
Autarijati su tipičan primjer naroda "gorštaka" koji je sačuvao i sve karakteristike gorštačkog mentaliteta, što je vidljivo iz njihovog pridržavanja uz stara vjerovanja. Dokaz za to su pogrebni običaji spaljivanja mrtvih u tumulima, običaji koji su ostali neizmijenjeni sve do kraja glasinačke kulture. Arheološki nalazi ukazuju da su Autarijati u svojim vjerskim običajima poštovali kult predaka i kult boga sunca. Također se mogu pronaći brojni dokazi o postojanju kulta sunca na područjima koja su nekada bila pod kontrolom Autarijata.
Autarijati su za sobom ostavili veliki broj tragova materijalne prirode. Do sada je otkriveno više od 100 ostataka gradina u kojima su Autarijati obitavali i nekoliko tisuća tumula u kojima su sahranjivani. Manji predmeti poput nakita (npr. veoma veoma lijepo izrađene i ukrašene narukvice) i oružja (koplja, mačevi, kacige) otkrivaju mnoge posebnosti originalne etno-kulture Autarijata. Autarijati su imali i kontinuiranu tradiciju proizvodnje metalnih i keramičkih predmeta. Pronađene metalne pločice na bogato ukrašenim zlatnim i srebrnim pojasevima tipa Mramorac ukazuju na vrijednost ove tradicije. Njihova ekonomija bila je zasnovana na uzgoju stoke, obradi metala, rukotvorinama i trgovini. Ovo je ilirsko pleme izražavalo značajnu potražnju za dobrima koja su prizvodili Grci i Italici i to je bio razlog veoma razvijenoj trgovini koju su imali s grčkim i italskim trgovcima u 7. i 6. st. pr. Kr.